# Endschleifen der Métro Paris

Endschleifen der Linien 3^{bis} und 7^{bis}

Anders als die meisten U-Bahnen der Welt, deren Züge in der Regel an Stumpfendstellen oder in den Endbahnhöfen nachgelagerten Wendeanlagen kehren, weist die Métro der französischen Hauptstadt Paris zahlreiche Endschleifen auf.

## Geschichte
Leiter der Vorstudien und Verantwortlicher für den Bau der ersten Métrostrecken war der Ingenieur Fulgence Bienvenüe. Jean-Baptiste Berlier hatte bereits 1887 eine elektrische, unterirdisch geführte Straßenbahn vorgeschlagen, die vom Bois de Boulogne ausgehend quer durch die Stadt zum Bois de Vincennes verlaufen sollte. Bienvenüe griff diesen Plan auf, änderte für seine projektierte Linie A aber den Verlauf westlich des Platzes Place de l’Étoile und den Endpunkt der ersten Strecke.

## Linie 1
Die Linie A, die zum Zeitpunkt ihrer Inbetriebnahme am 19. Juli 1900 bereits als Linie 1 bezeichnet wurde, wurde innerhalb von zwanzig Monaten in geringer Tiefe unterhalb der Straßen gebaut. Die Unterpflasterbahn erhielt neben den Endbahnhöfen 16 Zwischenstationen, die in drei verschiedenen Bauweisen ausgeführt wurden. Bei acht Stationen wurde dicht unterhalb der Straßendecke bergmännisch ein Gewölbe errichtet, hierbei blieb der Verkehr an der Oberfläche weitgehend unbeeinträchtigt. Sieben Bahnhöfe entstanden in offenen Baugruben. Ihre Decken bestehen aus kleinen, aus Ziegelsteinen gemauerten Gewölben. Diese ruhen auf in Gleisrichtung verlaufenden Längsträgern, die ihrerseits auf quer zur Fahrtrichtung liegenden eisernen Stützbalken aufliegen. Die Station Bastille ist die einzige oberirdische dieser Linie, gleichwohl liegt auch sie unter dem Straßenniveau. Die Strecke überquert dort den Canal Saint-Martin, beidseitig führt sie wieder in Tunnel. Sämtliche Zwischenbahnhöfe wurden mit Seitenbahnsteigen an zwei Streckengleisen angelegt.

Plan der Endschleife Porte de Vincennes mit dem Abzweig zum Betriebshof Charonne (da die originale Grafik gesüdet ist steht das Bild auf dem Kopf)

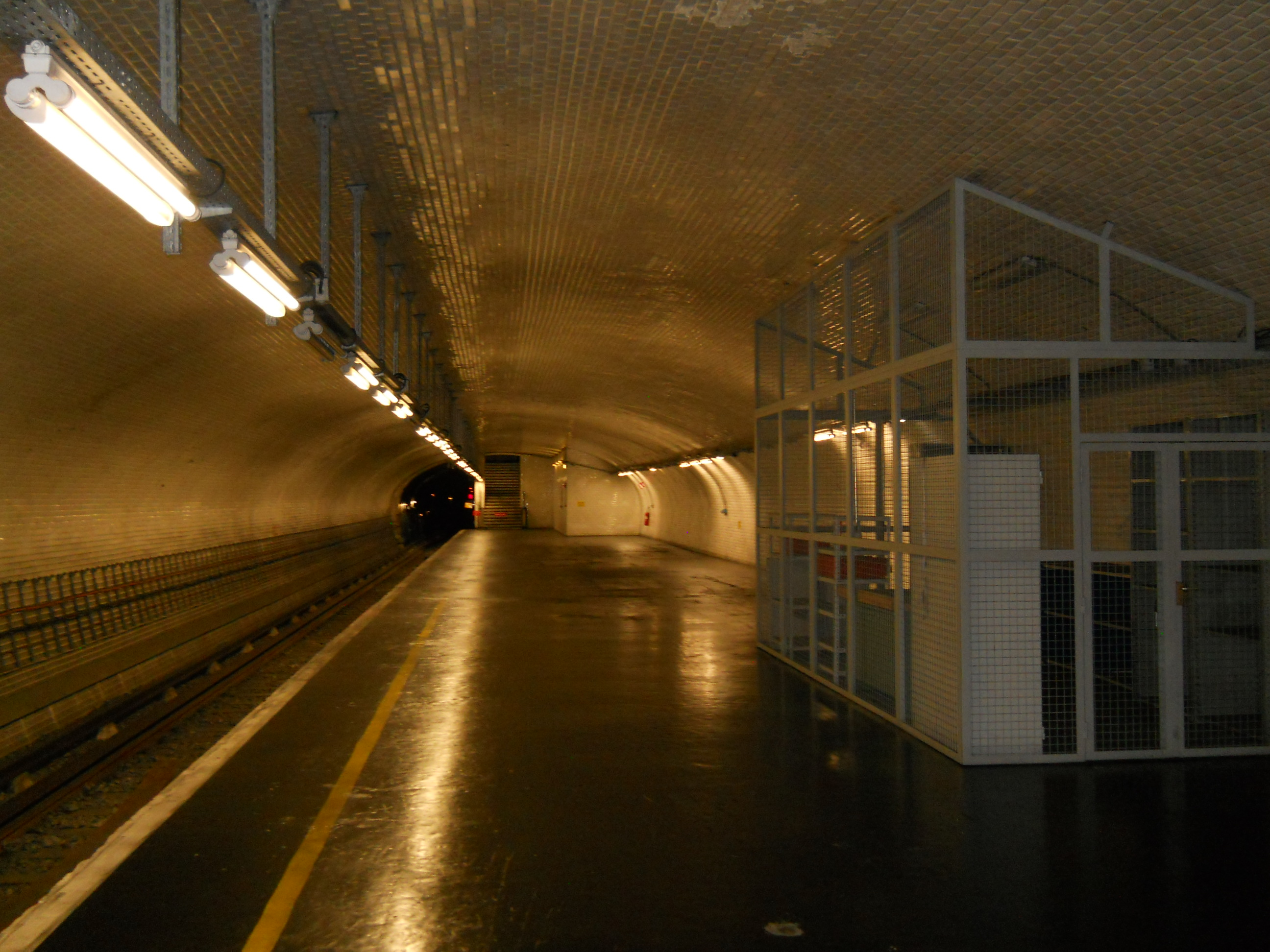
Ankunftbahnsteig der alten Station Porte Maillot, jetzt Teil des Centre de dépannage des trains de la ligne 1 (Ateliers Maillot)

Als Fahrzeuge waren Züge vorgesehen, die aus einem Triebwagen und einem oder mehreren Beiwagen bestanden. Die Triebwagen waren Einrichtungsfahrzeuge, die an den Streckenenden nicht an das andere Ende des Zugs umgesetzt werden konnten. Die Anlage von Umsetzendstellen schied daher aus.
Die Breite der Straßen, unter denen die ehemaligen Endbahnhöfe liegen, ließ den Bau enger Endschleifen zwischen den Häuserfluchten zu. Die am westlichen Streckenende unter der Avenue de la Grande-Armée, im Osten unter dem Cours de Vincennes angelegten Endschleifen weisen Radien von nur 30 Meter auf. Ihre Form ähnelt der eines Tennisschlägers. Der Tunnel des ankommenden Gleises schwenkt um etwa 10° aus der Achse der geraden Strecke aus und weitet sich zur Ankunftstation aus. Diese wies einen 75 Meter langen Mittelbahnsteig zwischen zwei Gleisen auf. Hinter der folgenden Weiche durchfuhren die Züge einen eingleisigen Kehrtunnel, um die symmetrisch zur Ankunftstation gebaute Abfahrtstation, ebenfalls mit zwei Gleisen an einem Mittelbahnsteig, zu erreichen. Die räumlich getrennten Stationen der Endbahnhöfe wurden bergmännisch als elliptische Gewölbe errichtet und wiesen jeweils nur einen Aus- bzw. Zugang auf. Aus dem Wendegleis des östlichen Endbahnhofs Porte de Vincennes zweigte nach Norden ein Betriebsgleis zum Betriebshof Charonne ab, das heute stillgelegt ist.
Der westliche Endbahnhof Porte Maillot wurde im Zuge der Verlängerung der Linie 1 am 15. November 1936 als solcher aufgegeben und durch einen gleichnamigen Neubau ersetzt. Die neuen Streckengleise unterfahren die Schleife, die aber beibehalten wurde und derzeit als Ateliers Maillot der Wartung von Zügen der Baureihe MP 05 dient.
Am 24. März 1934 wurde die Linie 1 nach Osten hin verlängert. In diesem Fall wurde die Anlage zwar grundlegend beibehalten, das Wendegleis aber stillgelegt. Die beiden nach Fahrtrichtung getrennten Stationen verloren das jeweils äußere Gleis zugunsten einer Verbreiterung der Bahnsteige. Östlich davon wurden sie in der Achse des Straßenzugs weitergeführt und unter der Avenue de la Porte-de-Vincennes wieder in einem Tunnelbauwerk vereinigt.
Die neuen Endbahnhöfe der Linie 1 (im Westen zunächst Pont de Neuilly, seit 1992 La Défense, im Osten Château de Vincennes) weisen keine Endschleifen mehr auf.

## Linie 2

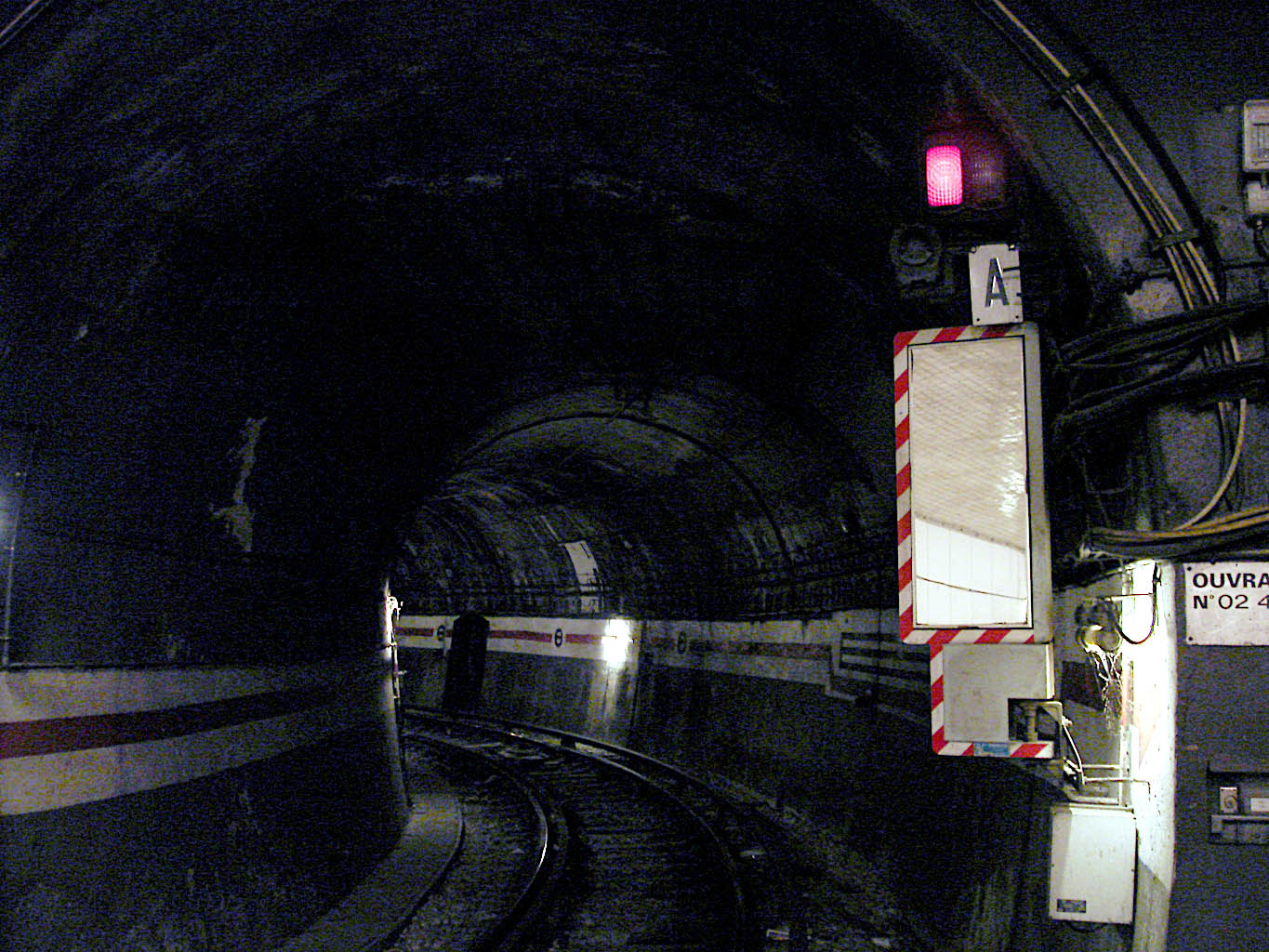
Porte Dauphine: Blick vom Ankunftbahnsteig in die Endschleife

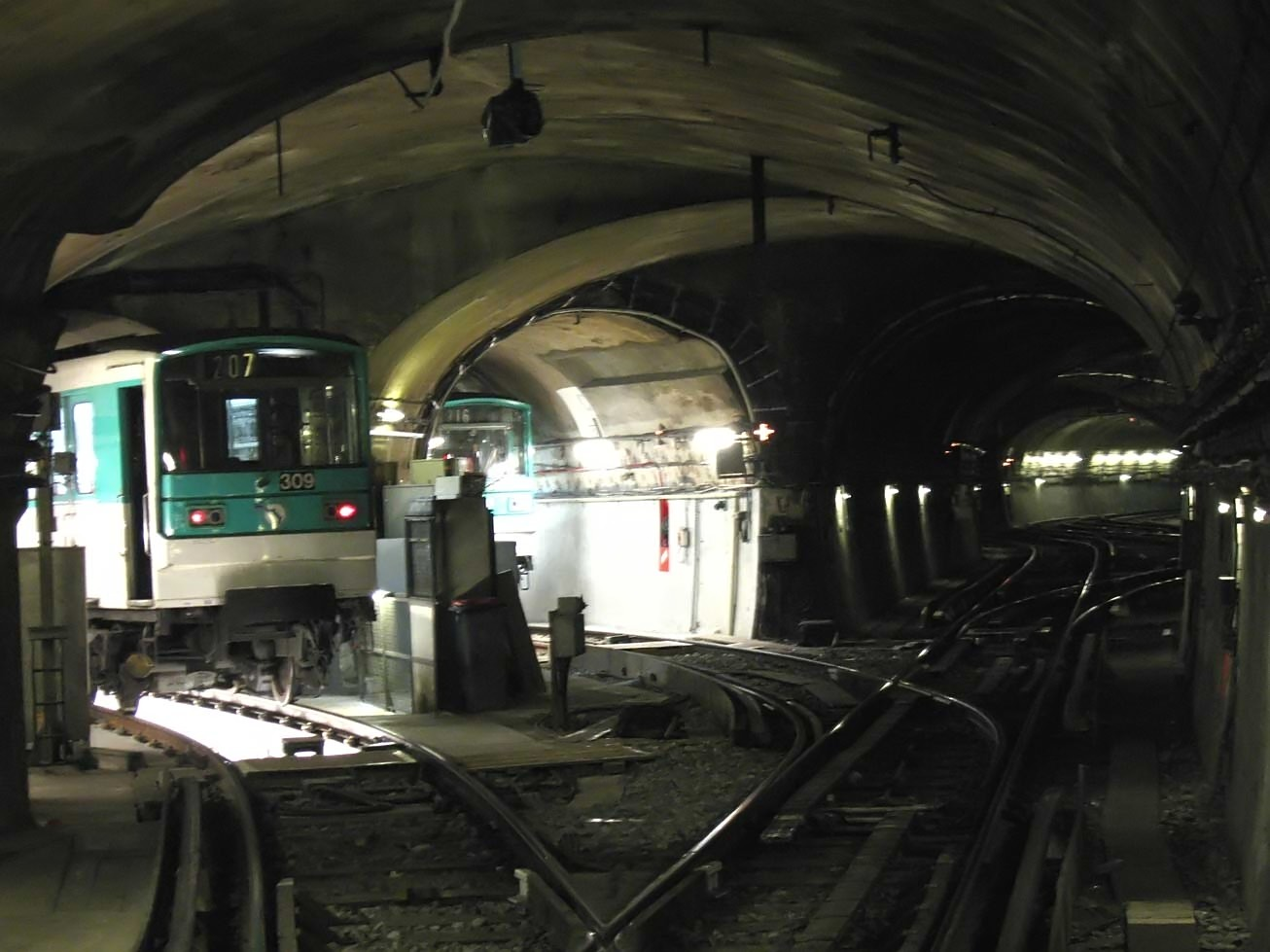
Nation: Abgestellte Züge der Baureihe MF 67 auf den Gleisen D und C östlich des Bahnhofs der Linie 2, mittig das innere Streckengleis Richtung Porte Dauphine

Die Linie 2, die seit ihrer Fertigstellung nicht mehr verlängert wurde, weist an beiden Streckenenden Endschleifen auf. Die westliche Schleife am Endbahnhof Porte Dauphine ähnelt, mit einem Radius von nur 30 Meter, denen der Linie 1. Der Ankunftbahnsteig befindet sich jedoch auf der Nordseite des Streckengleises, südlich dessen ein Stumpfgleis ohne Bahnsteig liegt. Das innere Gleis am Mittelbahnsteig der Abfahrtstation ist ebenfalls ein Stumpfgleis.
Diese Linie wurde zunächst als Zweiglinie der Linie 1 betrieben und mit einzeln fahrenden Triebwagen mit zwei Führerständen bedient. An ihrem westlichen Endpunkt Place de l’Étoile genügte daher zunächst ein Stumpfgleis. Bei der sukzessiven Verlängerung der Linie mit den vorübergehenden Endbahnhöfen Anvers und Bagnolet wurde, bei Zügen mit jeweils einem Triebwagen an den Zugenden, diese Betriebsweise beibehalten. Der Unfall in der Station Couronnes im Januar 1903 zeigte, dass die damals praktizierte Führung von Starkstromkabeln entlang der Beiwagen problematisch war.
Das Erreichen der Endschleife an der Place de la Nation im April 1903 machte das „Kopfmachen“ überflüssig. Seit jenem Tag fahren die Züge der Linie 2 immer in derselben Richtung und konnten fortan, wie inzwischen auch auf der Linie 1, von zwei gemeinsam am Zuganfang laufenden Triebwagen bewegt werden. Mit der Indienststellung modernerer Triebwagen der Bauart Sprague-Thomson im Jahr 1906 wurde das Problem obsolet.
Die Endschleife Nation unterscheidet sich grundlegend von den vier bis dahin gebauten. Die äußere Form der Anlage, innerhalb derer die Station Nation liegt, erinnert entfernt an den Kopf eines Golfschlägers. Die beiden Richtungsgleise trennen sich unter dem Boulevard de Charonne, wonach das zur Schleife führende Gleis unter die Avenue de Taillebourd zur Place de la Nation hin abzweigt. Das von der Schleife abgehende Streckengleis erreicht den Boulevard de Charonne über die Avenue du Trône. Beide Tunnel nahmen je zwei parallele Gleise auf, von denen heute jeweils eines nur noch als Abstell- bzw. Betriebsgleis dient.
Unter dem kreisrunden Platz entstand bis 1903 ein annähernd eiförmiger, zweigleisiger Tunnel, in den die Streckengleise münden. An dessen Südseite liegt ein Mittelbahnsteig, der der Ankunft und Abfahrt der Züge zugleich dient. Ein zu betrieblichen Zwecken angelegter südlicher Seitenbahnsteig, an dem ein Verbindungsgleis zu den Linien 1 und 9 lag, wird nicht mehr benutzt. Der Rückbau dieses Verbindungsgleises machte es 1967 möglich, den Mittelbahnsteig zu verbreitern.
Von den parallelen Zufahrtsgleisen 2 und 4 dient nur noch das äußere Gleis 2 als Streckengleis, Gleis 4 endet stumpf unter dem Boulevard de Charonne. Auch Gleis C, eines der beiden den Kreis schließenden Gleise, endet heute an einem Prellbock. Die Struktur der Anlage ermöglicht aber nach wie vor über die Gleise D, 4 und 1 theoretisch einen kreisförmigen Zugverkehr unterhalb der Place de la Nation.
Die Züge halten an den Bahnsteiggleisen 1 und 3 und verlassen die Station über das Gleis 1, das dazu parallel verlaufende Gleis 5 dient zum Abstellen von Zügen. Östlich der Station zweigen die Gleise C und D nach Norden aus, die Gleise E, F und R nach Osten. Letzteres führt in eine dreigleisige Abstellanlage, die Gleise E und F verbinden die Strecke mit der nahen Betriebswerkstatt Atelier de Charonne. Beiderseits der Station existieren einfache Gleiswechsel, vor dem Westkopf zudem Verbindungsgleise zu den Linien 1 und 9.

## Linien 3 und 3bis

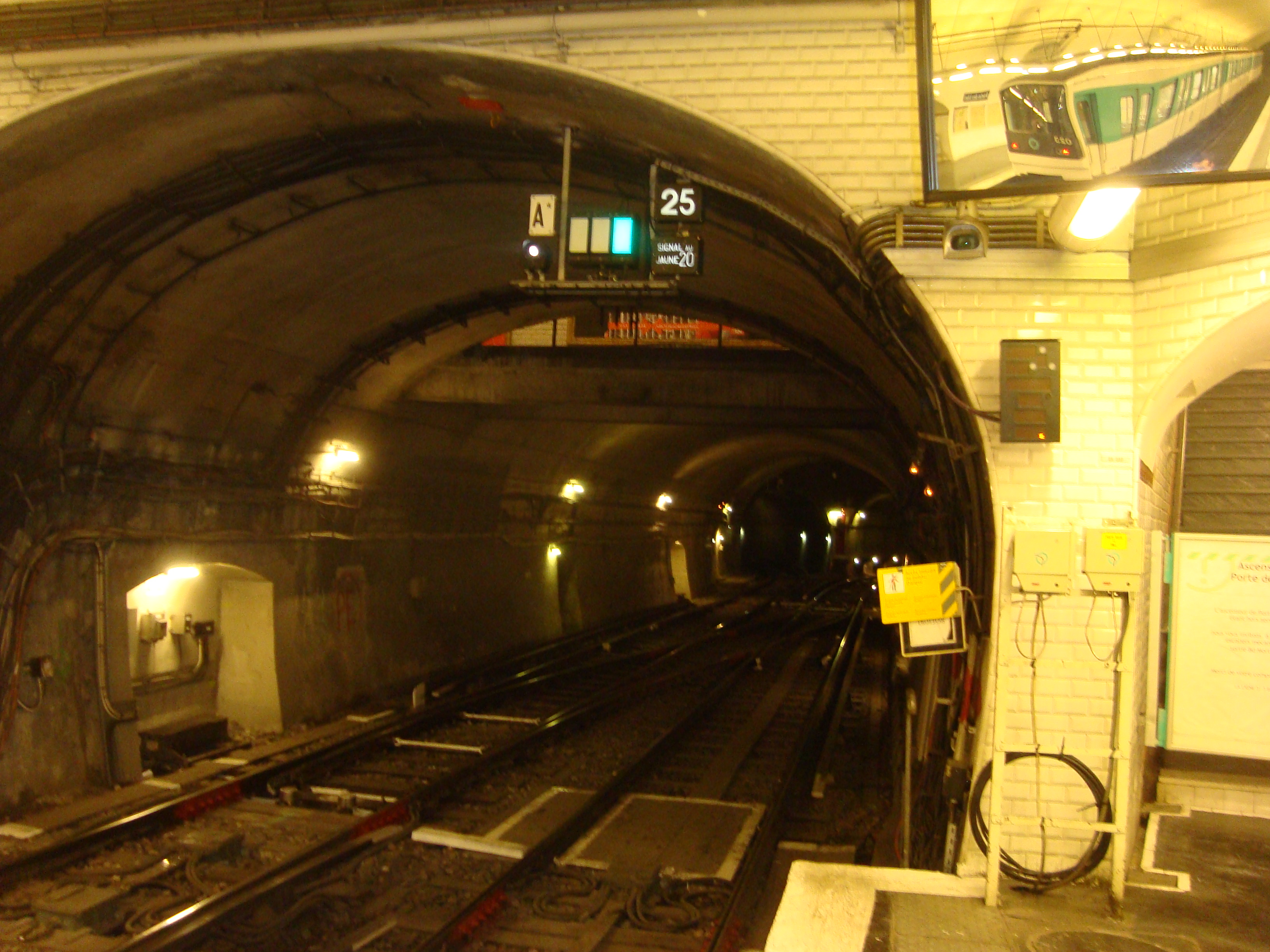
Porte des Lilas: Blick in Richtung Wendeschleife der Linie 3^{bis}

Westlicher Endpunkt der am 19. Oktober 1904 eröffneten Linie 3 war zunächst die Station Villiers, ein Umsteigebahnhof zur Linie 2. Die Gleise verliefen als Betriebsstrecke weiter bis zum Parc Monceau, unter dem eine doppelgleisige Wendeschleife angelegt wurde. Diese Schleife existiert nicht mehr, die Zufahrt dient heute zum Abstellen von Zügen.
Am 23. Mai 1910 wurde die Linie nach Westen verlängert und erreichte am 15. Februar 1911 ihren neuen Endpunkt Porte de Champerret. Die neue Strecke zweigt weit vor der alten Endschleife nach Nordosten aus. Hinter der viergleisigen Station Porte de Champerret wurde wiederum eine zweigleisige Wendeschleife angelegt, mit einem Radius des inneren Gleises von 70 m. Seit der erneuten Verlängerung der Linie bis Pont de Levallois – Bécon im Jahr 1937 wird sie von den Streckengleisen unterquert.
Endpunkt im Osten war zunächst Père Lachaise, die Verlängerung um eine Station bis Gambetta ging erst am 25. Januar 1905 in Betrieb. Dort wurde eine zweigleisige Endschleife gebaut, innerhalb derer, kurz hinter der Streckenverzweigung, die mit Mittelbahnsteigen errichteten Ankunft- und Abfahrtstationen lagen. Zudem entstanden zwei von der Schleife abgehende Tunnel, wobei der südliche unter der Rue Belgrand die Gleise zur Betriebswerkstatt Atelier de Saint-Fargeau aufnahm. Durch den nördlichen wurde die Linie 3 am 27. November 1921 unter der Avenue Gambetta bis Porte des Lilas verlängert. Damit verlor die Endschleife Gambetta ihre Funktion als solche, blieb aber erhalten. Ein zusätzlicher Tunnel etwa in der Schleifenmitte ermöglichte die Anlage eines Abzweigs unter der Rue de la Chine hin zur Streckenverlängerung.
Hinter der Endstelle Porte des Lilas entstand eine Wendeschleife mit zwei Gleisen, vom äußeren zweigt ein Gleis zur Voie navette hin ab. Über der Schleife liegen die Gleise der Linie 11 und deren Station Porte des Lilas.
Am 2. Juni 1971 wurde der Endabschnitt Gambetta – Porte des Lilas in eine eigenständige Linie umgewandelt. Die ehemalige Abfahrtstation Gambetta wurde zum südlichen Endpunkt der neuen Linie 3bis mit zwei Stumpfgleisen, der folgende Streckentunnel wurde zum Fußgängertunnel für Umsteiger. Die Verbindung zur Linie 3 liegt im Tunnel unter der Rue de la Chine. Gleichzeitig wurde die Linie 3 unter der Rue Belgrand nach Porte de Bagnolet und weiter bis Gallieni verlängert. Die bisherige Ankunftstation Gambetta wurde zugunsten einer dreigleisigen Streckenführung bis zum Atelier de Saint-Fargeau abgebaut. Unter Einbeziehung der aufgegebenen Station Martin Nadaud entstand vor der einstigen Verzweigung der Wendeschleife eine neue Station Gambetta mit Seitenbahnsteigen an den zwei Streckengleisen.

## Linie 4

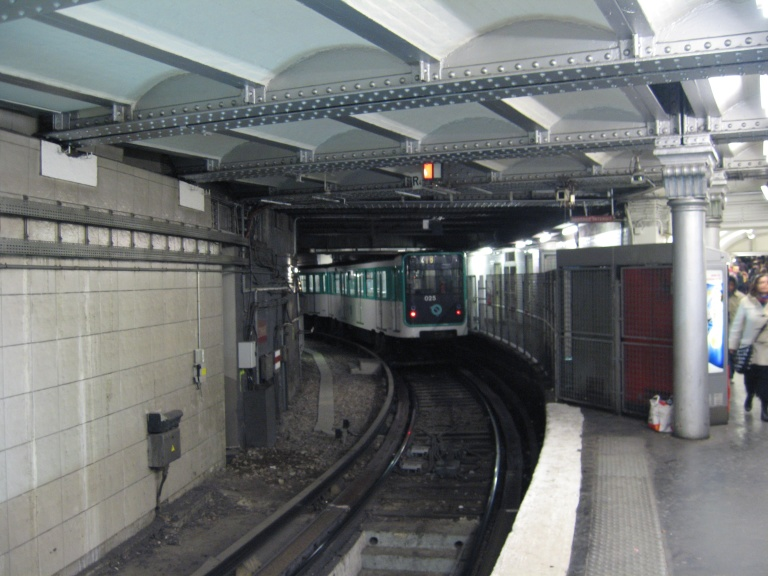
Porte d’Orléans: Aus der Endschleife einfahrender Zug der Baureihe MP 59 auf dem 2013 aufgelassenen Gleis, 2008

Der nördliche Endpunkt Porte de Clignancourt der Linie 4 ging bereits mit der Eröffnung der Linie am 21. April 1908 in Betrieb. Er liegt am nördlichen Stadtrand an der Grenze zur Gemeinde Saint-Ouen. Die auf die Station folgende Wendeanlage weist mehrere Besonderheiten auf. Es wurden zwei Schleifen angelegt, wobei die äußere („grande boucle“) mit drei parallelen Gleisen dem Abstellen der Züge dient. Sie hat die Form eines langgestreckten „U“, der Radius der Tunnelachse der 180-Grad-Kurve ist 53,08 m. Innerhalb dieser Schleife befindet sich eine zweite („petite boucle“) für das Kehren der Züge im Linienbetrieb. Sie ist ca. 500 m lang, eingleisig und tropfenförmig mit einem Radius von 44,91 m. Vor dem Beginn der großen Schleife geht ein Gleis zum Betriebshof Ateliers de Saint-Ouen ab, das von dort kommende Gleis mündet in das äußere Gleis C dieser Schleife. Um die beiden Schleifen anzulegen, mussten die Tunnel die Mauer der nach dem Ende des Ersten Weltkriegs abgerissenen Thiersschen Stadtbefestigung an drei Stellen unterqueren.
Anfangs endete die Linie 4 nach 5000 Metern stumpf an der Station Châtelet. Ein zweiter, zunächst isolierter 1740 m langer Abschnitt der Linie zwischen den Stationen Raspail und Porte d’Orléans wurde am 30. Oktober 1909 eröffnet. Die Verbindung der beiden Teilstrecken durch einen Tunnel unter der Seine erfolgte erst im Januar 1910.
Die dem Kopf eines Golfschlägers ähnelnde Endschleife südlich der Station Porte d’Orléans verlor mit der Verlängerung der Linie 4 bis Mairie de Montrouge am 23. März 2013 ihre Funktion als solche. Sie war weitgehend zweigleisig angelegt, wobei das innere Gleis dem Kehren und das äußere dem Abstellen der Züge diente. Ein am inneren Gleis gelegener Betriebsbahnsteig ermöglichte zusätzlich das Kopfmachen in Nebenverkehrszeiten. Mittlerweile wurde die direkte Verbindung zum Streckengleis in Richtung Süden abgebaut. Das ehemalige Abfahrtgleis 2 zum und im früheren dreigleisigen Endbahnhof ist ebenfalls nicht mehr existent.

## Linie 5

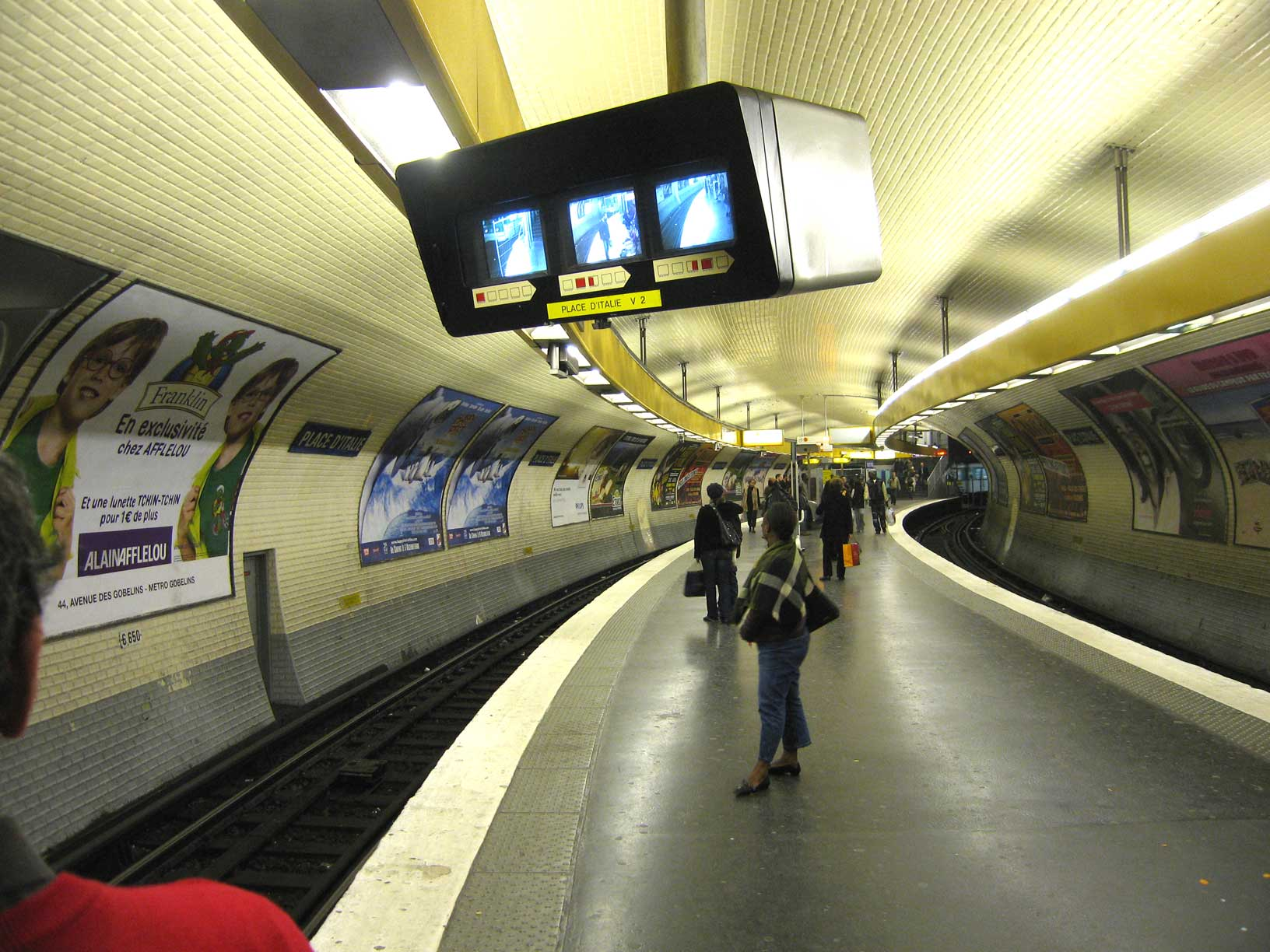
Station Place d’Italie in der südlichen Endschleife der Linie 5

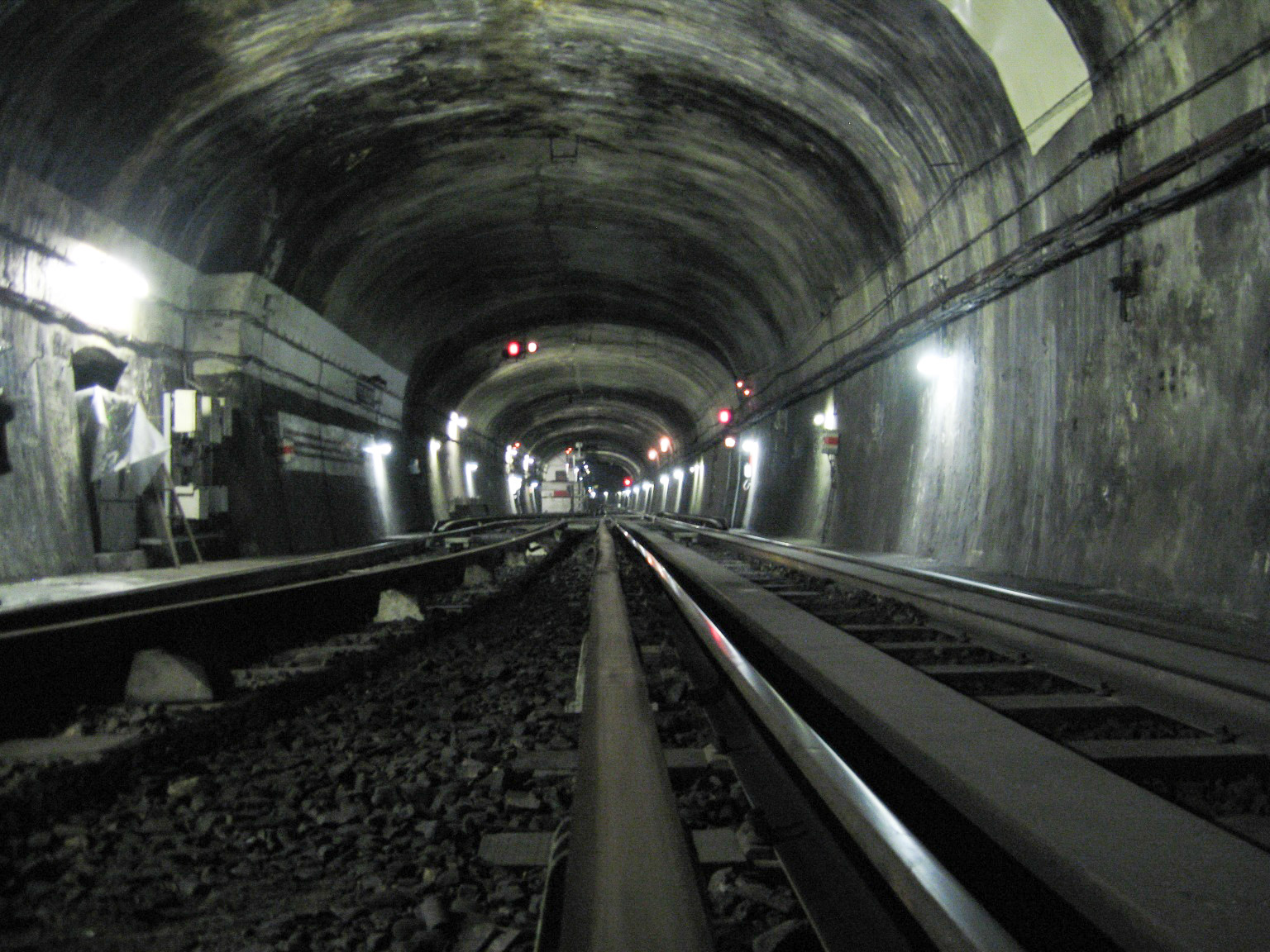
Links ein Gleis der ehemaligen Schleife Gare du Nord, rechts das von der Linie 2 kommende Betriebsgleis, im Hintergrund der USFRT-Schulungsbahnhof „Gare de l’Est“

Die Métrolinie 5 nahm ihren Anfang mit dem 1555 m langen Abschnitt von Place d’Italie bis Gare d’Orléans (seit 1985: Gare d’Austerlitz), der am 2. Juni 1906 eröffnet wurde. Die Station Place d’Italie mit einem Mittelbahnsteig an zwei Streckengleisen liegt unter dem gleichnamigen Platz innerhalb einer kreisrunden Endschleife, in die die Strecke von Nordosten her einmündet. Bis Mai 1907 teilte sich die Linie 5 Schleife und Station mit der von Westen kommenden Linie 2 Sud. Die Gleise zu jener Linie (heute Linie 6) sind heute abgebaut, über Sägefahrten aber weiterhin zu erreichen. Zudem geht von der Endschleife ein Gleis zur nahen Betriebswerkstatt Ateliers d’Italie ab, die seit 1988 aber nur von den Zügen der Linie 6 genutzt wird.
Ursprünglich war die gegen den Uhrzeigersinn befahrene Endschleife zweigleisig, wobei das innere Gleis einen vollen Kreis beschrieb. Nach einem Um- und Rückbau der Gleisanlagen war sie jahrzehntelang nicht mehr durchgängig befahrbar. Die Züge erreichten die Station von Norden her im Uhrzeigersinn und fuhren vom 14. Oktober 1907 bis zum 12. Oktober 1942 weiter bis Étoile. Später wendeten die Züge stumpf an einem Betriebsbahnsteig westlich der Station. Im Sommer 2007 wurden die Anlagen dahingehend verändert, dass im Hinblick auf eine zügigere Betriebsabwicklung die Endschleife als solche wieder nutzbar ist, wobei die wiederhergestellte Zufahrt zur Station nur noch eingleisig errichtet wurde.
Eine zweite Endschleife erhielt die Linie am Fernbahnhof Gare du Nord. Der gleichnamige U-Bahnhof wurde am 15. November 1907 in Betrieb genommen und bis zum 5. Oktober 1942 als solcher genutzt. Er wies einen Mittelbahnsteig auf und lag innerhalb der Schleife vor dem Empfangsgebäude des Bahnhofs längs unter dem Boulevard de Denain.
Die Schleife beginnt an der Abzweigung der Rue de Saint-Quentin aus dem Boulevard de Magenta. Bis zur Rue La Fayette dient das Tunnelbauwerk den beiden Streckengleisen der am 5. Oktober 1942 zur neuen Station Gare du Nord der wenige Tage später bis Église de Pantin verlängerten Linie. Der Rest der Schleife, die drei Häuserblöcke umschließt, blieb teilweise erhalten und wird mit der aufgegebenen alten Station für betriebliche Zwecke des Ausbildungszentrums Unité spécialisée en formation et réglementation du transport (USFRT) genutzt. An der Einmündung des Boulevard de Denain in den Boulevard de Magenta trifft ein von der Linie 2 kommendes Betriebsgleis auf das verbliebene ehemalige Schleifengleis in Richtung Süden.

## Linie 6

Gleisanlagen unter der Place Charles-de-Gaulle mit den Stationen der Métrolinien 1 und 6 (horizontal; um 1900)

Die Züge der Linie 6 wenden wie die der Linie 2 an beiden Streckenenden über Endschleifen. Aus der Eröffnungszeit der Métro stammt die ursprünglich durchgehend zweigleisige Schleife am westlichen Endbahnhof Charles de Gaulle – Étoile, dessen Bahnsteige in deren Scheitelpunkt liegen. Zunächst gab es nur einen Bahnsteig, er liegt nördlich des Streckengleises und ist über Mauerdurchbrüche mit der Station der Linie 1 verbunden. 1906 verlor die am 2. Oktober 1900 eröffnete Station ihr südliches Gleis, das keinen Bahnsteig aufwies. An dessen Stelle entstand ein Bahnsteig für einsteigende Fahrgäste, ausgestiegen wurde fortan am nördlichen Bahnsteig (spanische Lösung). 1969 wurde das verbliebene Gleis in der Querrichtung verschoben und die Funktion der beiden Bahnsteige vertauscht.
Die Schleife wird bis zur Endstation gegen den Uhrzeigersinn auf dem äußeren Gleis durchfahren, kurz vor der Station mündet von der Linie 1 kommend ein Betriebsgleis ein. Nach der Station ist das innere Gleis über eine Weiche mit dem äußeren verbunden, beide Gleise dienen den zum viergleisigen U-Bahnhof Kléber ausfahrenden Zügen. Ursprünglich bildete das innere Gleis einen geschlossenen Kreis, verbliebene Gleisstümpfe im Süden und Osten der Schleife existieren noch.
Am 24. April 1906 wurde Place d’Italie (siehe Abschnitt zur Linie 5) vorübergehend Endpunkt der damals als Linie 2 Sud bezeichneten Linie. Sie teilte sich ab dem 2. Juni 1906 die dortige Schleife und die Station Place d’Italie mit der Linie 5, was jedoch zu gegenseitigen Behinderungen führte. Dieser Zustand endete im Mai 1907, als die im Hinblick auf die geplante Fortführung der Linie 2 Sud bis Nation fertiggestellte Station unter der Einmündung des Boulevard Vincent-Auriol für diese Linie in Betrieb genommen wurde.
Die rautenförmige Endschleife Nation der Linie 6 wurde südlich der Trasse der Linie 1 angelegt. Sie umschließt drei Häuserblocks, am Berührungspunkt mit der Linie 1 befindet sich innerhalb der Schleife die östliche Endhaltestelle der Linie. Die Schleife ist durchgehend zweigleisig und weist vier einfache Gleiswechsel auf. Das innere Gleis bildet einen geschlossenen Ring, dessen im Stationsbereich am dortigen Mittelbahnsteig gelegener Abschnitt (Gleis 1) dem Fahrgastverkehr dient. Während der Hauptverkehrszeit werden abwechselnd beide Bahnsteiggleise angefahren. In den Schwachlastzeiten wenden die Züge an einem Betriebsbahnsteig westlich des U-Bahnhofs und kehren in der Gegenrichtung auf das Gleis 1 in die Station zurück, statt mittels einer Schleifenfahrt zu wenden. Der Rest der Schleife dient dann dem Abstellen von Zügen.

## Linien 7 und 7bis

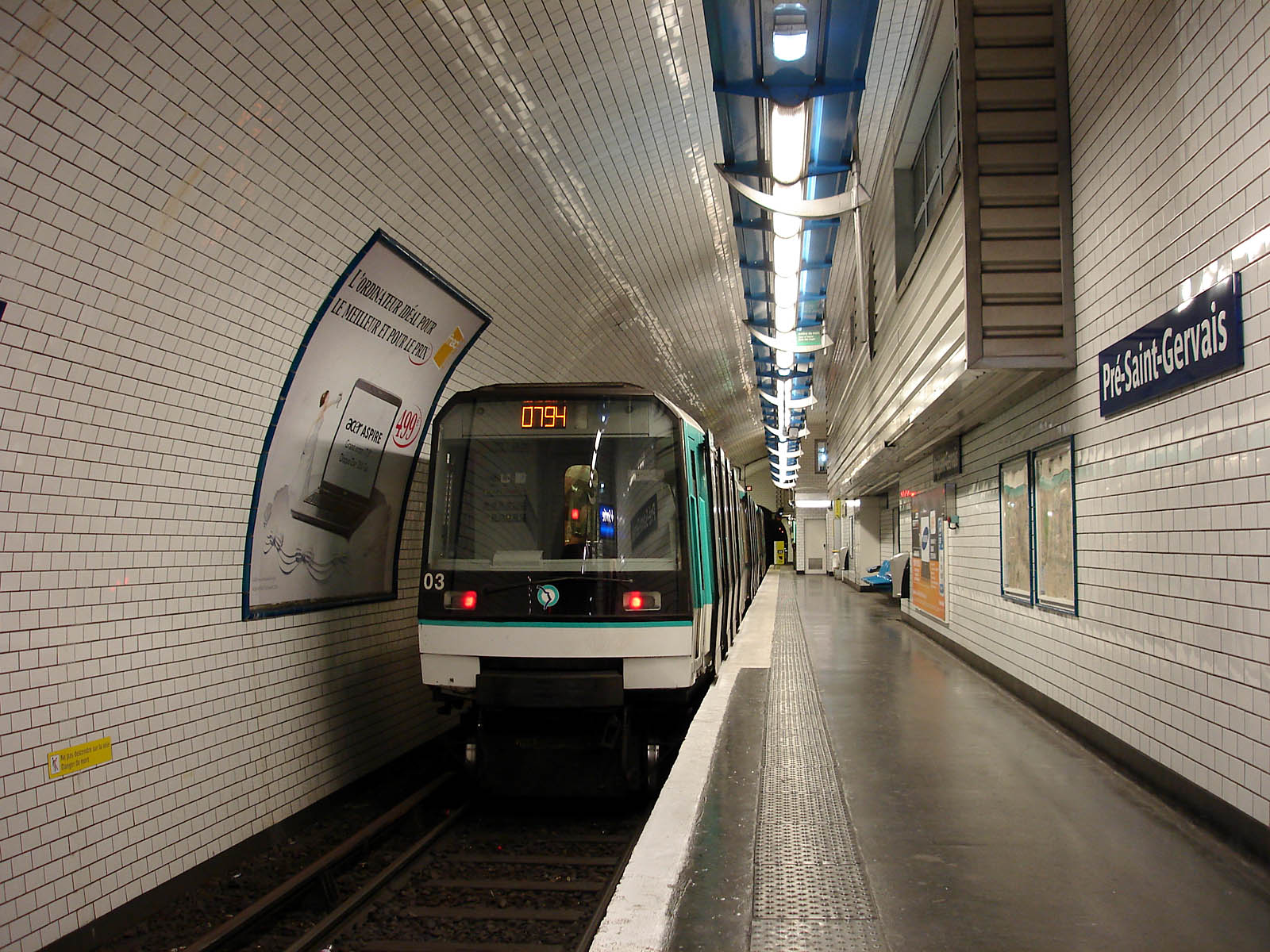
Zug der Baureihe MF 88 auf dem Streckengleis der Station Pré-Saint-Gervais

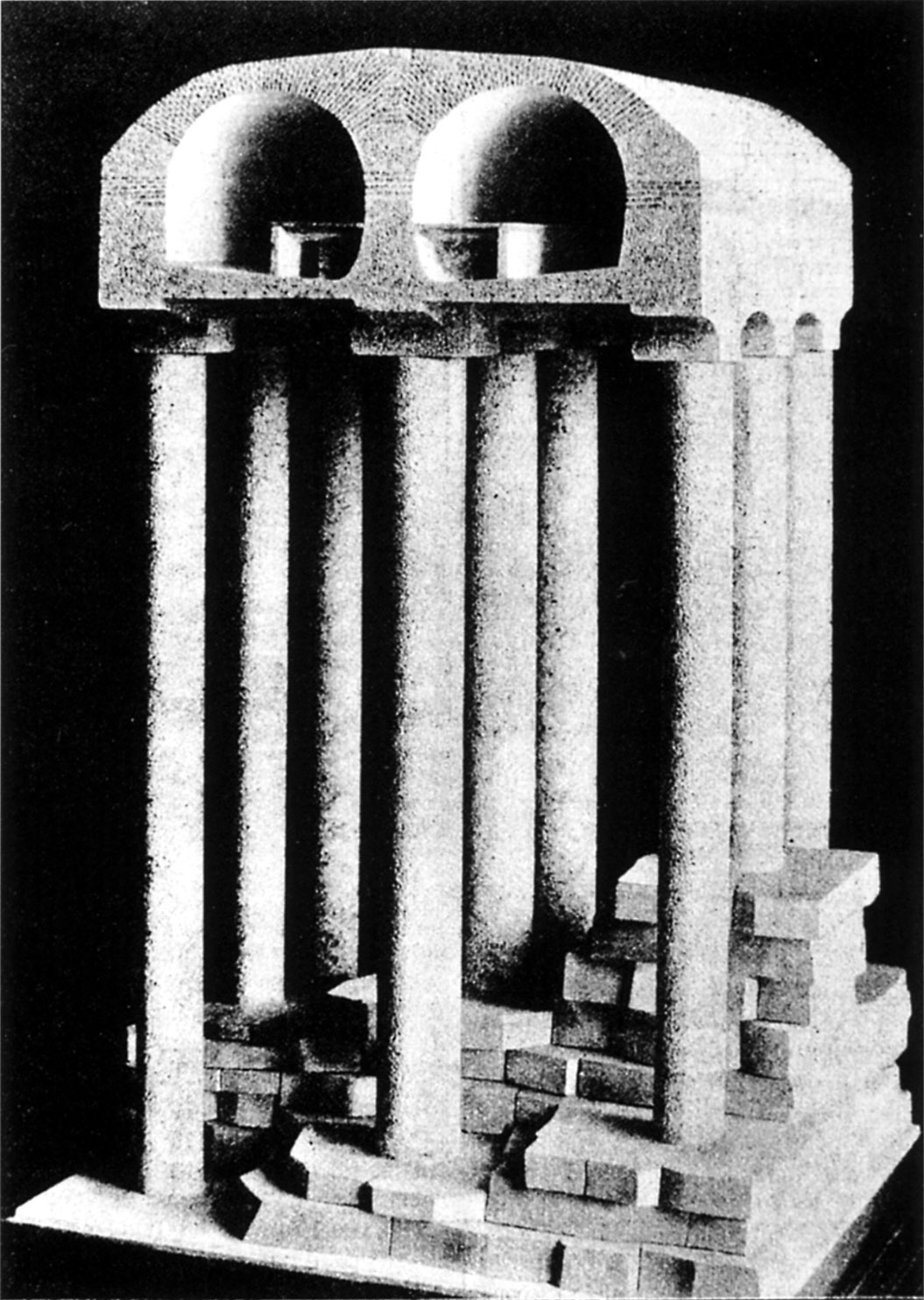
Die Station Danube ruht auf einem Viadukt, das in ein ehemaliges Gipsbergwerk gebaut wurde

Die Linie 7 besitzt nördlich der viergleisigen Station Porte de la Villette eine Endschleife, die in Form und Aufbau der Wendeanlage Clignancourt der Linie 4 ähnelt. Wie dort existiert eine äußere – in diesem Fall zweigleisige – Schleife in der Form eines Golfschlägers für das Abstellen von Zügen. Die eingleisige innere Schleife, die dem Wenden diente, verlor diese Funktion nach der Verlängerung der Strecke im Oktober 1979.
Am Beginn des äußersten Schleifengleises zweigen zunächst das Streckengleis nach La Courneuve – 8 Mai 1945 und dann ein Betriebsgleis zur Gleisbau-Bahnmeisterei Ateliers de la Villette aus.
Ursprünglich ging die 3,07 Kilometer lange Linie 7bis als einer der beiden Nordäste der Linie 7 am 18. Januar 1911 in Betrieb. Der Betrieb auf der Linie 7 erfolgte, indem die Züge von der Stammstrecke aus ab der Station Louis Blanc abwechselnd zu einer der beiden Endstationen fuhren. Am 3. Dezember 1967 wurde diese Betriebsweise aufgegeben und der östliche Ast der Linie mit der Bezeichnung 7bis zur eigenständigen Linie.
Die Schleife Pré Saint-Gervais der Linie 7bis ist mit der Schleife „Boucle d’Auteuil“ der Linie 10 die größte der Pariser Endschleifen. Sie liegt im hügeligen 19. Arrondissement und wurde auf schwierigem Terrain errichtet. Der Untergrund des Quartier d’Amérique ist von Stollen ehemaliger Steinbrüche, die bis Mitte des 19. Jahrhunderts betrieben wurden, durchzogen.
Von Westen her reicht der doppelgleisige Streckentunnel bis zur Station Botzaris, die auf in bis zu 20 m in die Tiefe reichendem Mauerwerk ruht. Danach teilt sich die Strecke, das südliche Gleis schwenkt nach Süden zur erst am 13. Februar 1912 eröffneten Station Place des Fêtes (Umsteigebahnhof zur Linie 11), die in einer Kurve liegt und ein zweites Gleis an einem Mittelbahnsteig aufweist. Vom folgenden, erneut eingleisigen Abschnitt zweigt das Betriebsgleis „Voie des Fêtes“ über die nie eröffnete Station Haxo zur Linie 3bis ab.
Das Streckengleis wendet sich nach Norden und unterquert dabei die Voie des Fêtes. Als südwestliches Gleis am dortigen Mittelbahnsteig mündet es in die Endstation Pré-Saint-Gervais. Deren nordöstliches Gleis gehört zur „Voie navette“, die nur kurzzeitig im Fahrgastverkehr in Betrieb war und wiederholt der Erprobung neuer Techniken (automatische Zugsteuerung, Gummibereifung von U-Bahn-Fahrzeugen) diente. Sie stellt ebenfalls eine Verbindung zum U-Bahnhof Porte des Lilas (Station B) der Linie 3bis dar, in der Station Pré-Saint-Gervais weist sie eine Untersuchungsgrube für die nur auf der Linie 7bis eingesetzten Züge der Baureihe MF 88 auf.
In einem zweigleisigen Tunnel wird die Station Danube erreicht, wobei nur das innere, südliche Gleis dem Fahrgastverkehr dient. Das äußere Gleis zur Station Danube, innerhalb der Station und in dessen weiteren Verlauf dient dem Abstellen von Zügen. Der U-Bahnhof Danube besteht aus zwei einzelnen, parallel verlaufenden Röhren. Er liegt im Bereich eines aufgelassenen Gipsbergwerks und ruht deshalb in der Form eines unterirdischen Viadukts auf bis zu 35 m hohen Pfeilern.
Nach einem Knick in Richtung Südosten führt die Strecke zunächst zwei-, dann eingleisig zur Station Botzaris, wo die Endschleife endet.

## Linie 9

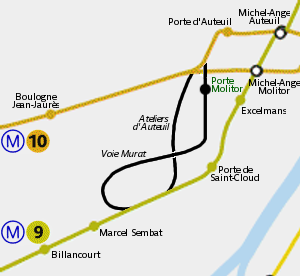
Grobe Darstellung der Voie Murat und der Lage der Ateliers d’Auteil

Am Sportstadion Parc des Princes im 16. Arrondissement wurde 1923 ein zweigleisiger U-Bahnhof mit einem Mittelbahnsteig gebaut, der außerhalb der im regulären Fahrgastverkehr bedienten Linien lag. Die Station Porte Molitor sollte über eine eingleisige Betriebsstrecke nur anlässlich der dort stattfindenden Fußballspiele angefahren werden. Dies war die Absicht der Stadt Paris, die zur Errichtung der Station verpflichtet war. Die U-Bahngesellschaft CMP, die für den Bau der Zugänge zur Station zuständig war, war an diesen Sonderverkehren jedoch nicht interessiert und unterließ daher deren Bau. Neben Haxo ist die nie im Fahrgastverkehr genutzte Station Porte Molitor dadurch der einzige U-Bahnhof der Métro, der nur über die Streckentunnel erreichbar ist.
Um Porte Molitor zu erreichen, wurde nördlich der Station Michel-Ange – Auteuil der Linie 9 ein Gleis zum dreigleisigen U-Bahnhof Porte d’Auteuil der Linie 8 (seit 1937 zur Linie 10 gehörig) gebaut. Südlich dieser Station zweigt das Schleifengleis aus dem Tunnel der damaligen Endschleife Auteil dieser Linie aus und erreicht gleich darauf den Geisterbahnhof Porte Molitor. Südlich davon wird die Strecke wieder eingleisig. Das als „Voie Murat“ bezeichnete Gleis nähert sich von Norden her der viergleisigen Station Porte de Saint-Cloud der Linie 9, vollzieht dann aber noch eine 180-Grad-Kurve, um diesen U-Bahnhof von Süden her zu erreichen. Dabei werden das Streckengleis in Richtung Boulogne-Billancourt und zwei Abstellgleise unterquert und die Voie Murat in das westliche Stationsgleis 1 zwischen zwei Mittelbahnsteigen eingeführt.
Kurz vor der Station Porte de Saint-Cloud zweigt von der Voie Murat ein Gleis zum kleinen Betriebshof Ateliers d’Auteil ab. Über diesen ist der U-Bahnhof Porte d’Auteuil von Süden her erreichbar, wodurch eine weitere Schleife gebildet wird. Diese Anlage entspricht in ihrer Gesamtheit einer Kehrschleife, über die Züge der Linien 9 und 10 gedreht werden können.
Somit weist die Schleife Molitor mehrere Besonderheiten auf:

- Sie ist keine Endschleife im herkömmlichen Sinn, sondern wurde nur für Sonderverkehre angelegt.
- Sie benutzt Anlagen einer zweiten Métrolinie.
- Sie ermöglicht das Drehen von Zügen.
- Sie hat ihren eigentlichen Zweck nie erfüllt.

## Linie 10

Streckenführungen vor und ab Juli 1937, die neuen Streckenabschnitte sind gestrichelt eingezeichnet

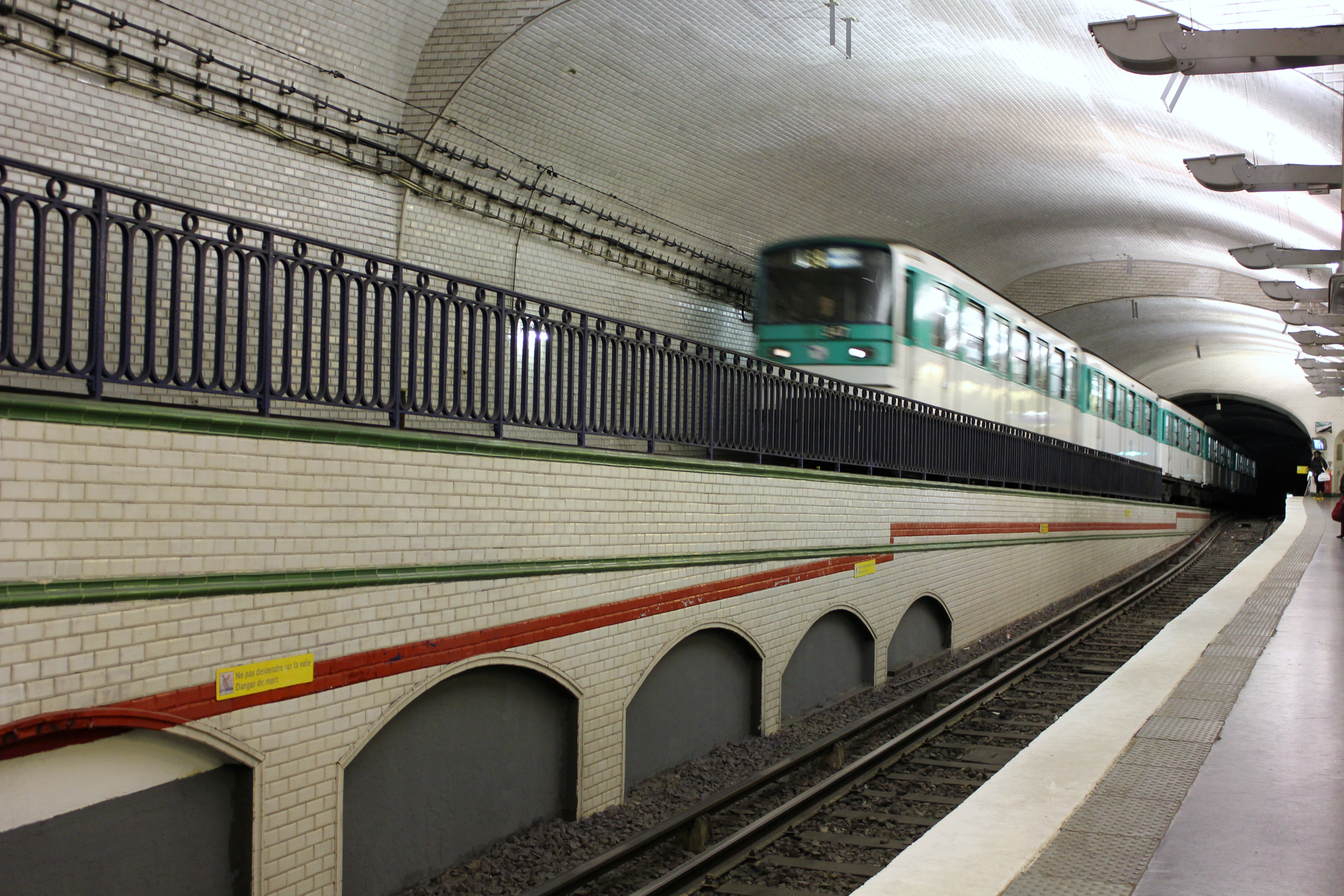
Zug der Baureihe MF 67 auf der Rampe in der Station Mirabeau, rechts der Bahnsteig der Gegenrichtung

Eine große Endschleife („Boucle d’Auteuil“) erhielt die Linie 10 (ursprünglich als Linie 8) im Quartier Auteuil im Südwesten der Stadt. Am 27. Juli 1937 wurde die Streckenführung der Linie 8 verändert und der Abschnitt westlich des U-Bahnhofs La Motte-Picquet – Grenelle der Linie 10 zugeordnet. Seit der Verlängerung dieser Linie nach Boulogne-Billancourt am 3. Oktober 1980 wird die Schleife im Fahrgastverkehr nicht mehr benötigt. Tunnel und Gleise werden jedoch im Richtungsbetrieb weiter genutzt, zudem blieb sie als Zwischenwendeschleife erhalten und wird frühmorgens und in den Stoßzeiten von einigen Zügen als solche befahren. Sie umschließt mehrere Häuserblöcke und beinhaltet sechs Stationen, die jeweils nur in einer Richtung bedient werden.
Die Anlage wurde als Endschleife für die Métrolinie 8 gebaut. Die Führung der Strecke in dieser Form wurde im Jahr 1906 beschlossen und löste ältere Pläne ab. Obwohl sie im Richtungsbetrieb gegen den Uhrzeigersinn befahren wurde, wurden die Tunnel von Anfang an teilweise zwei- und sogar dreigleisig angelegt.
Westlich der Station Javel – André Citroën unterquert die Strecke zunächst die Seine und erreicht dann den U-Bahnhof Mirabeau. Dieser liegt aufgrund der nahen Flussunterquerung verhältnismäßig tief und gehört, obwohl noch zweigleisig, bereits zur Schleife Auteil. In Richtung Westen wird er von den Zügen, deren Gleis keinen Bahnsteig erhielt, auf einer Rampe mit 40 ‰ ohne Halt durchfahren. Für die in der Gegenrichtung verkehrenden Züge existiert hingegen ein Bahnsteig. Diese Anordnung wurde gewählt, um die Fundamente der nahen Kirche Église d’Auteuil nicht durch eine große Tiefenlage der dortigen Station zu beeinträchtigen.
Unmittelbar westlich der Station beginnt ein eingleisiger Tunnel, der zur daher dicht unter der Straßenoberfläche errichteten Station Église d’Auteuil führt. Sie gehört zu den wenigen Stationen der Pariser Métro mit nur einem Bahnsteig an einem einzigen Gleis. Vor dem folgenden Umsteigebahnhof Michel-Ange – Auteuil mit der Linie 9 überquert die Strecke deren Gleise. Dessen Station der Linie 10 weist zwei Gleise an einem Mittelbahnsteig auf. Das nördliche Gleis dient der Verbindung von der Linie 9 zur nie in Betrieb genommenen Station Porte Molitor am Sportstadion Parc des Princes und ist durch einen Zaun vom Bahnsteig getrennt.
Beide Gleise erreichen von Osten her die ehemalige Endstation Porte d’Auteuil. Sie weist die ungewöhnliche Anordnung von drei Gleisen an zwei Mittelbahnsteigen auf, wobei das mittlere Gleis von beiden Seiten zugänglich ist. Am nördlichen Gleis, das ursprünglich für die Züge nach Porte Molitor bestimmt war, halten die regulären Bahnen in Richtung der heutigen Endstation Boulogne – Pont de Saint-Cloud. Das südliche Gleis wird zum Abstellen von Zügen genutzt. Jedes dieser Gleise mündet am Westkopf der Station in einen eigenen Tunnel, da sich in diesem Bereich Brückensockel der Eisenbahnstrecke Petite Ceinture befanden. Von allen Gleisen aus können über Weichenverbindungen unter dem Boulevard Murat die Richtungen Boulogne, Porte Molitor und Michel-Ange – Molitor (folgender Bahnhof bei Schleifenfahrt) erreicht werden.
In Höhe dessen Kreuzung mit der Rue Molitor biegt das Gleis der verlängerten Strecke in westlicher Richtung ab, das mittlere und das innere Gleis wenden sich um ca. 90° nach Osten. Vom mittleren Gleis zweigen dort ein Gleis zum Betriebshof Ateliers d’Auteil und die über Porte Molitor zur Linie 9 zurückführende Voie Murat ab. Diese beiden Gleise werden vom neuen Streckengleis aus Boulogne unterquert. Vor dem folgenden Umsteigebahnhof Michel-Ange – Molitor (Kreuzung mit der Linie 9) endet die Dreigeleisigkeit.
Das nördliche Gleis (inneres Schleifengleis) zur und in der mit einem Mittelbahnsteig angelegten Station Michel-Ange – Molitor diente ursprünglich nur dem Abstellen von Zügen. Nach der Verlängerung der Linie 10 halten nun dort die wenigen Züge, die die Schleife weiterhin als solche nutzen. Die von Boulogne kommenden Züge befahren das südliche Gleis. Der Tunnel bleibt zunächst zweigleisig und überquert erneut den der Linie 9. Erst kurz vor der Station Chardon-Lagache laufen die beiden Gleise wieder zusammen. Wie Église d’Auteuil ist diese eingleisig mit nur einem Bahnsteig, liegt aber im Gegensatz zu jener in einer Kurve.
Nach dem Abfall der Strecke in eine tiefere Lage wird – diesmal mit Zughalt – die Station Mirabeau wieder erreicht.

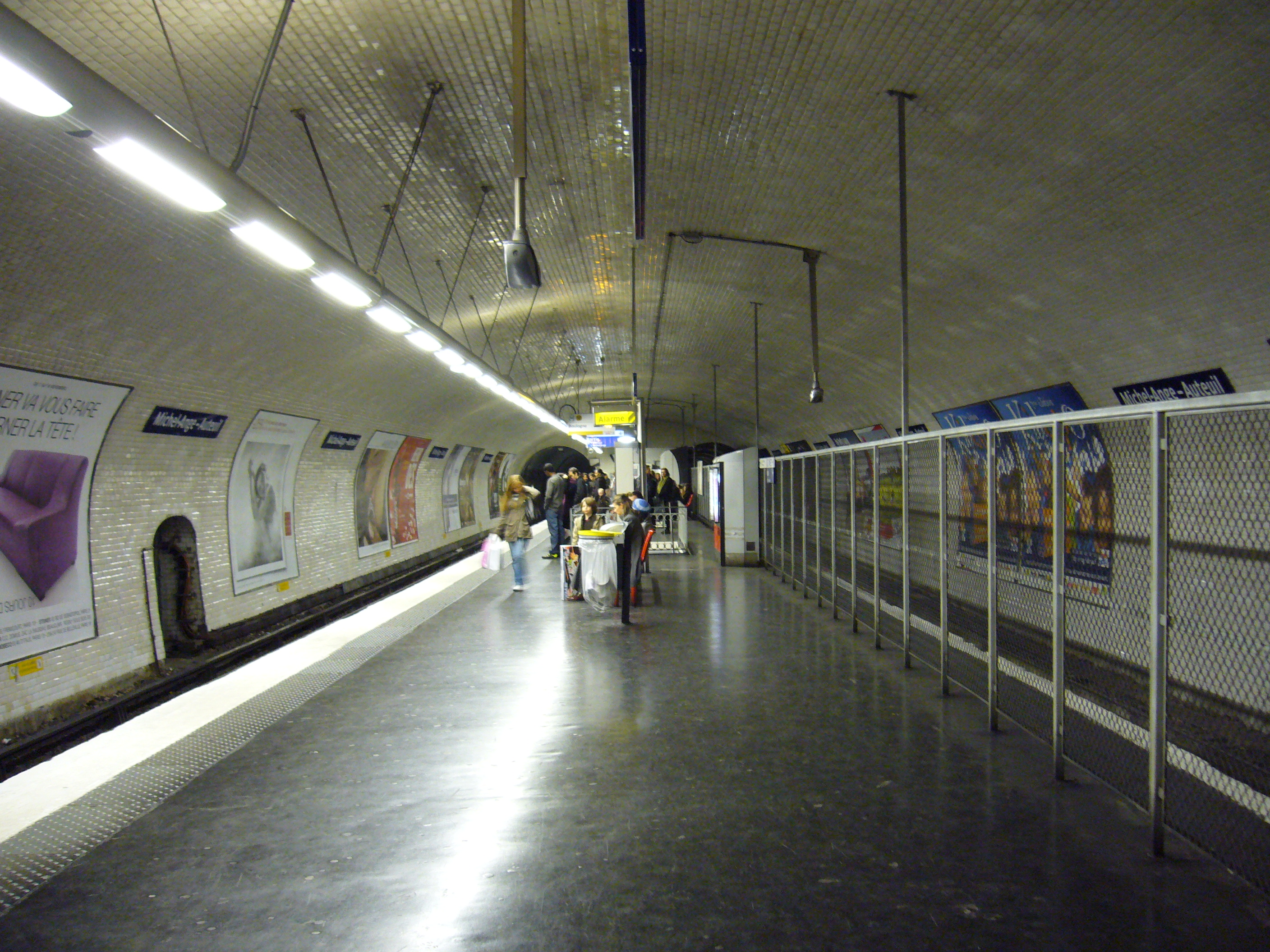
Station Michel-Ange – Auteuil der Linie 10, rechts das von der Linie 9 kommende Gleis
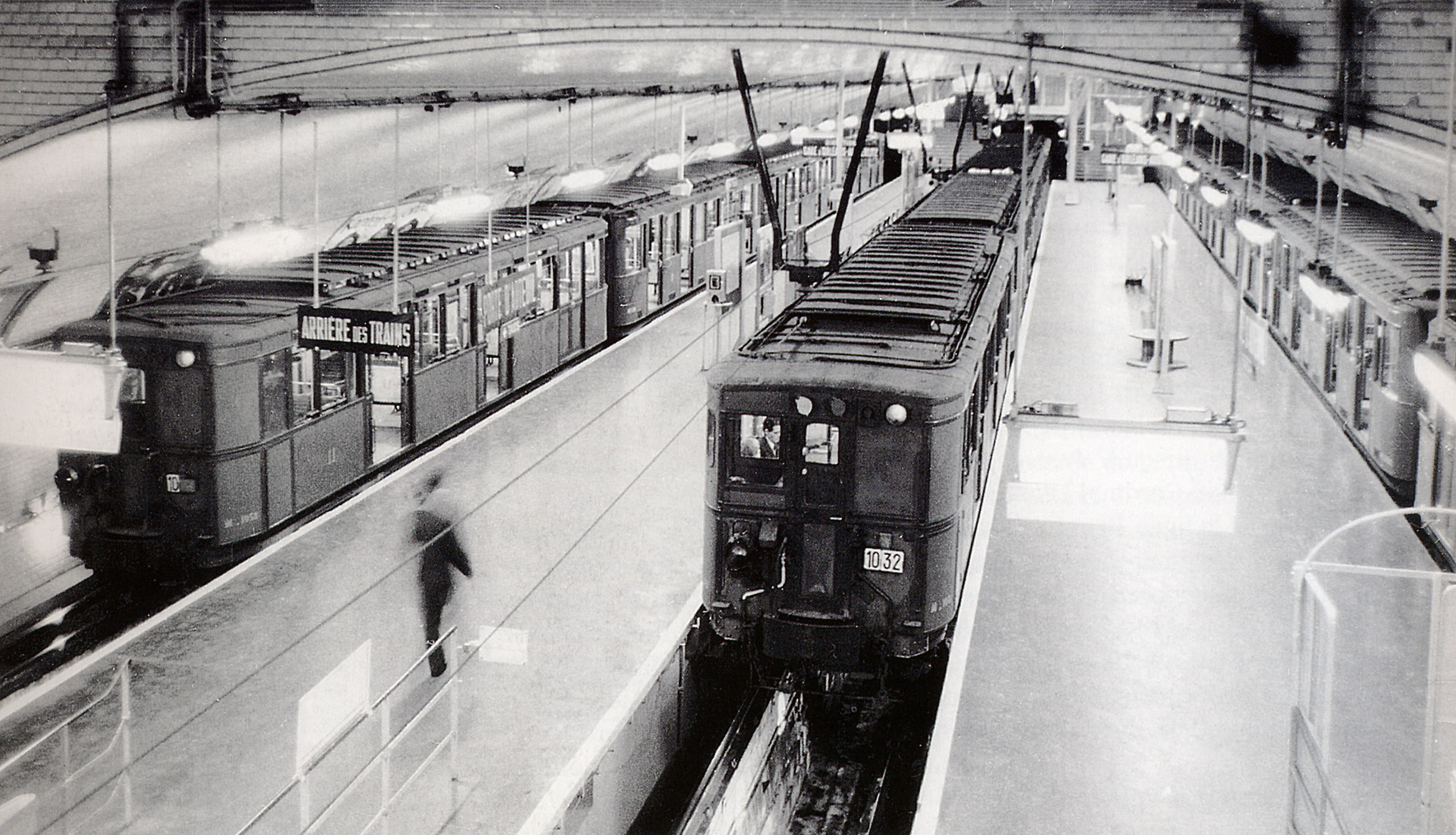
Dreigleisige Endstation Porte d’Auteuil mit Zügen der Bauart Sprague-Thomson um 1970
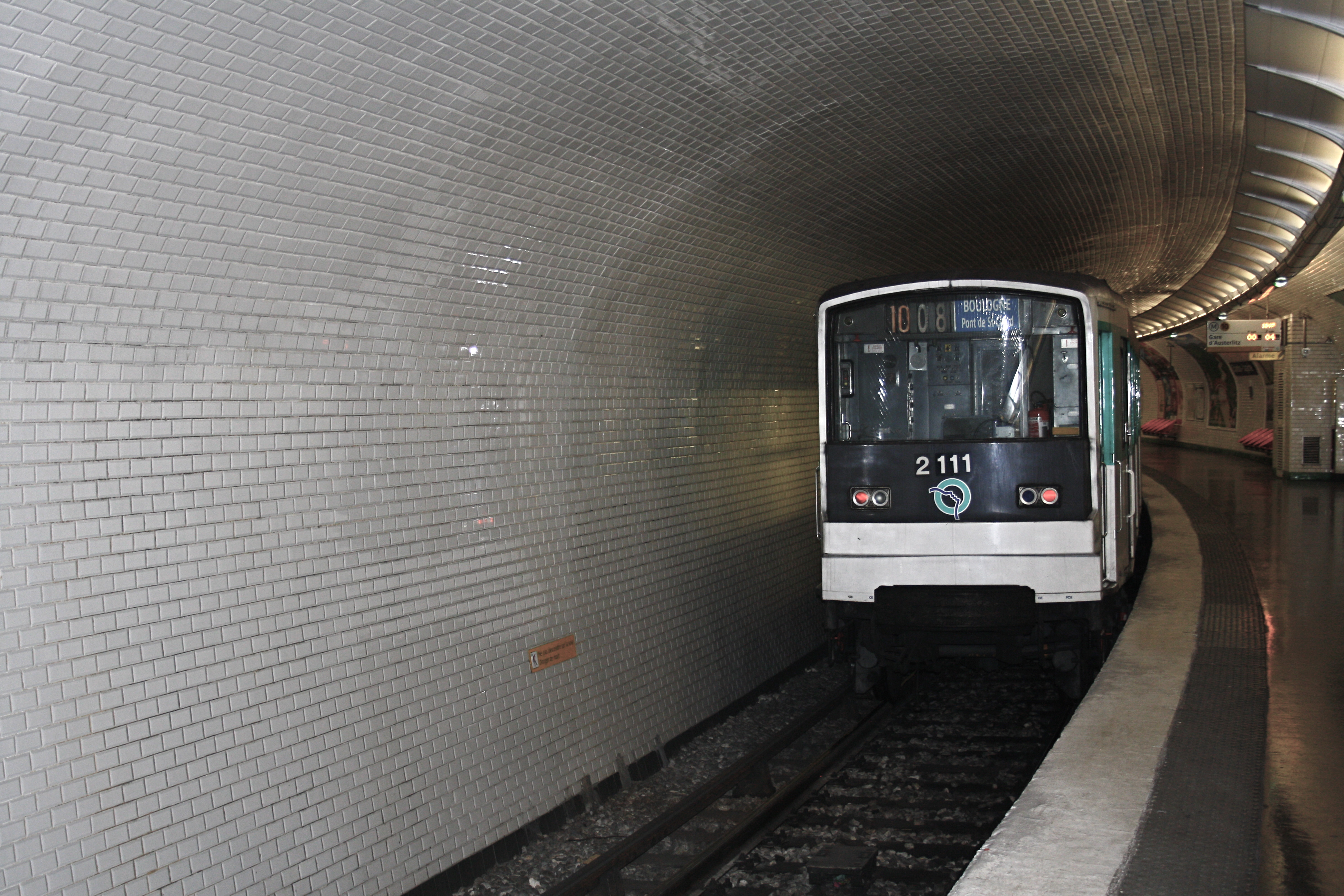
MF-67-Zug beim Verlassen der eingleisigen Station Chardon-Lagache

## Linie 13

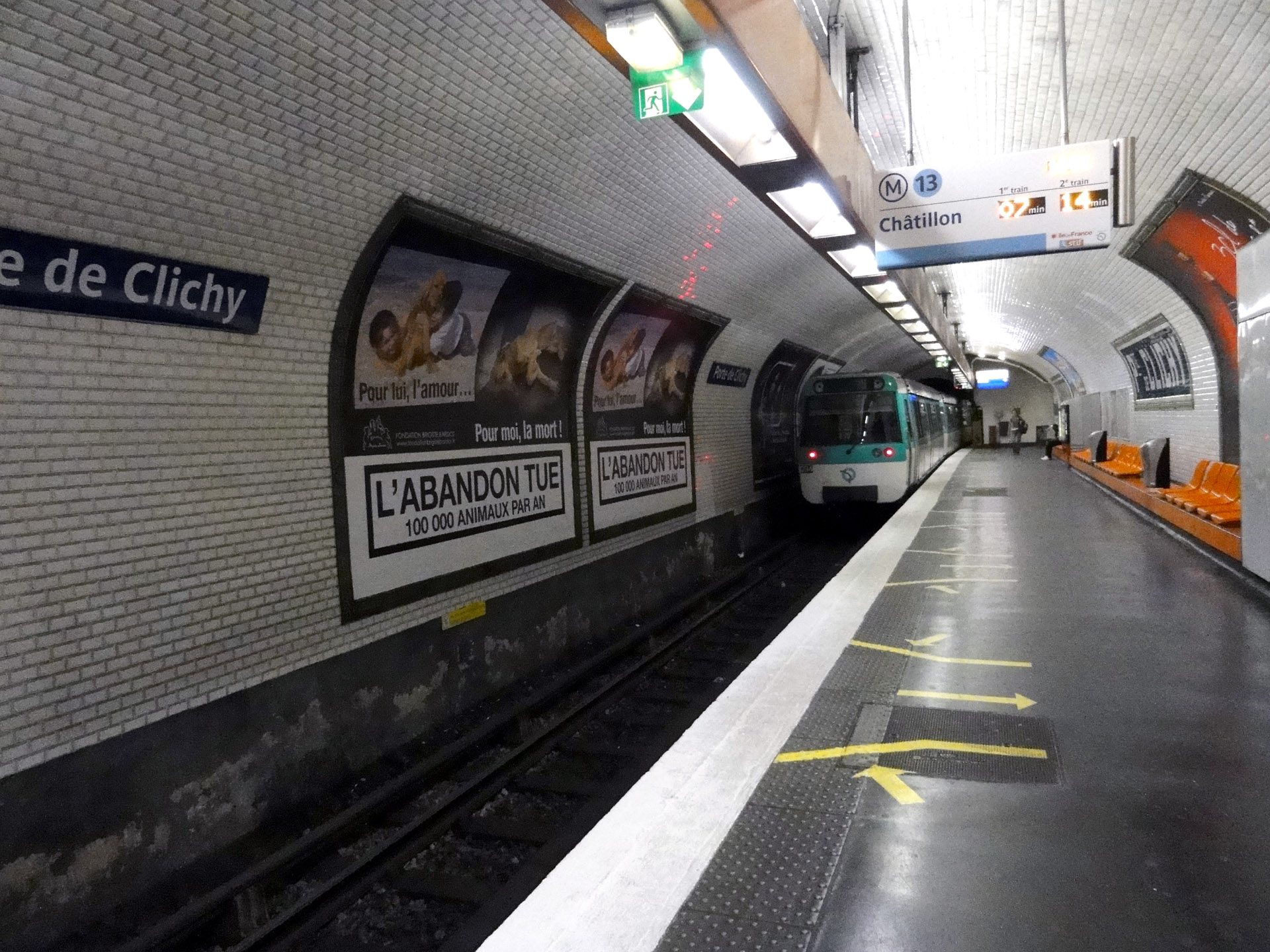
Ehemalige Abfahrtstation Porte de Clichy mit ausfahrendem Zug der Baureihe MF 77

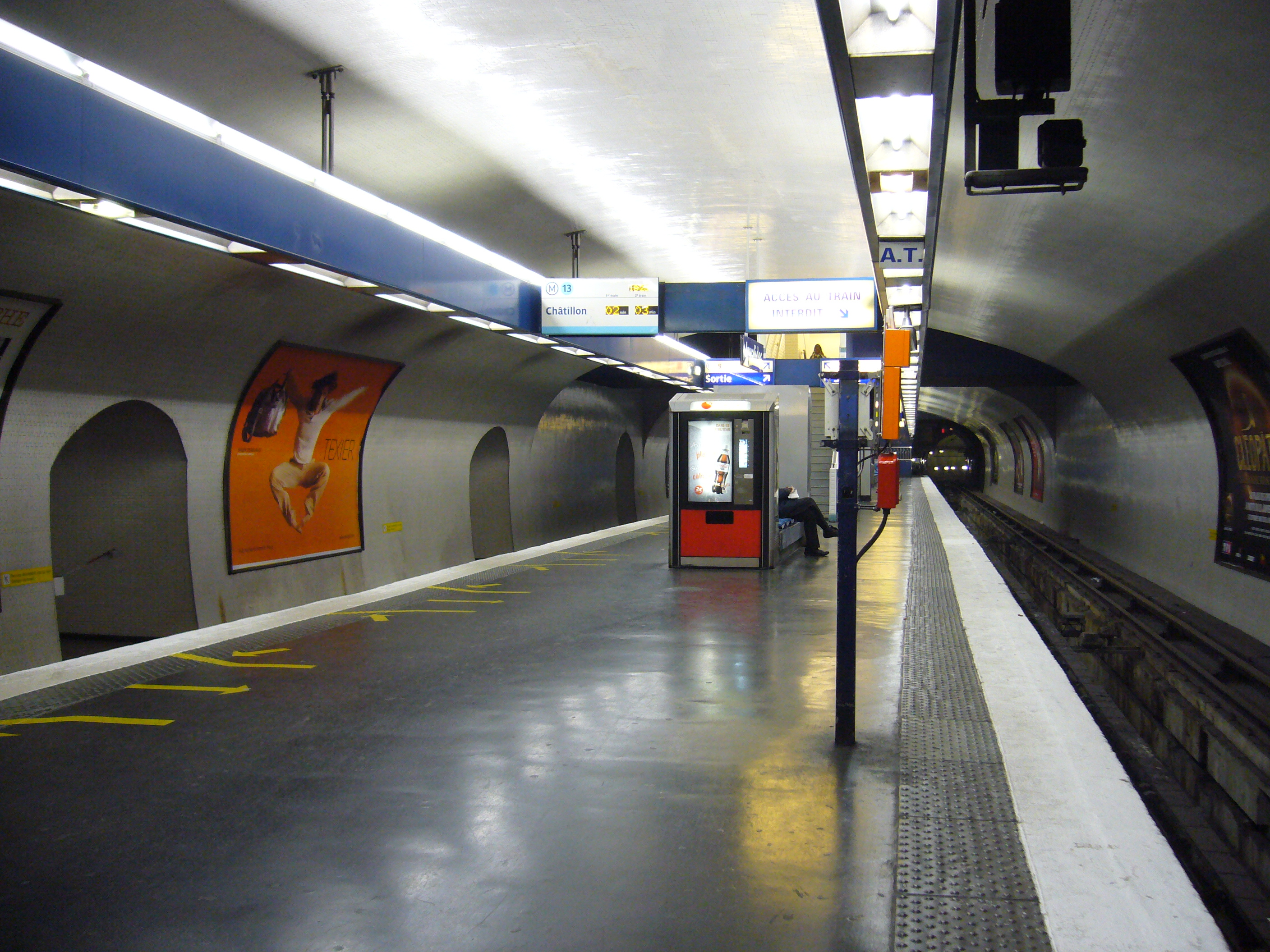
Mittelbahnsteig Invalides der Linie 13, rechts das aus der Wendeschleife kommende Gleis, links das Streckengleis für die südwärts verkehrenden Züge

Der Nordabschnitt der Métrolinie 13 wurde als Linie B von der mit der CMP konkurrierenden Gesellschaft Société du chemin de fer électrique souterrain Nord-Sud de Paris (Nord-Sud) gebaut. Die 1911 in Betrieb genommene Strecke vom U-Bahnhof Saint-Lazare nach Porte de Saint-Ouen erhielt am 20. Januar 1912 eine Zweigstrecke, die vom Trennungsbahnhof La Fourche zum Endpunkt Porte de Clichy führte.
Porte de Clichy weist eine eingleisige Schleife in der Form eines Tennisschlägers auf. Der Endbahnhof besteht aus zwei voneinander getrennten, eingleisigen Stationen mit Bahnsteigen an den Außenseiten, die kurz hinter der Teilung des Streckentunnels liegen. 1980 wurde die Strecke durch den Pariser Vorort Clichy hindurch verlängert, wobei die alten Anlagen beibehalten wurden. Die neuen Streckengleise münden in die Schleifenführung bzw. gehen von ihr ab, Schleifenfahrten sind weiterhin möglich.
Komplexer aufgebaut ist die Schleife am U-Bahnhof Invalides. Dort hatte seit 1913 bereits die Linie 8 westlich längs der Rue de Constantine eine Station, die wegen der nahen Seineunterquerung eine entsprechende Tiefenlage aufwies. Daher konnten die in den 1920er Jahren angelegten Gleise zur Endschleife der (damaligen) Linie 10 den Streckentunnel der Linie 8 überqueren.
Die unmittelbar südlich der Seine gelegene Anlage wurde am 30. November 1923 als nordwestliche Endschleife der Linie 10 eröffnet. Nach der Änderung der Streckenführung dieser Linie wurde sie 1937 zum stadtseitigen Endpunkt der neuen Linie 14. Am 9. November 1976 wurde die Linie 14 nach Norden hin verlängert und verschmolz mit der Linie 13 unter Beibehaltung deren Namens. Die Schleife Invalides verlor damit an jenem Tag ihre Funktion als Endschleife, blieb jedoch weitgehend erhalten.
Die nahezu rechteckig geformte Schleife befindet sich unter dem Park Esplanade des Invalides nördlich des Invalidendoms. Der am Anfang der Schleife gelegene Endbahnhof liegt nach Süden versetzt parallel zur Station der Linie 8, er wies einen Mittelbahnsteig an zwei Streckengleisen auf. Für die neue Funktion als Durchgangsbahnhof der Linie 13 wurde er von 75 m auf 115 m verlängert, nur das westliche Gleis führt heute noch in die Schleife. Die ist weitgehend zweigleisig angelegt, an ihrer Westseite existiert ein drittes Gleis, das als Betriebsgleis zur Linie 8 führt und auf dem ersten Abschnitt eine Wartungsmöglichkeit für die Züge (Ateliers des Invalides) bot. Das innere Schleifengleis beginnt heute stumpf nördlich der Station, hat aber bald darauf eine Gleisverbindung zum Kehrgleis, in das es im Süden der Schleife wieder mündet. Letzteres wendet sich anschließend nach rechts zur Station Varenne, nach links geht vorher ein Gleis zur ehemaligen Endbahnhof ab, wodurch die Schleife einen geschlossenen Kreis bildet.

## Anmerkungen

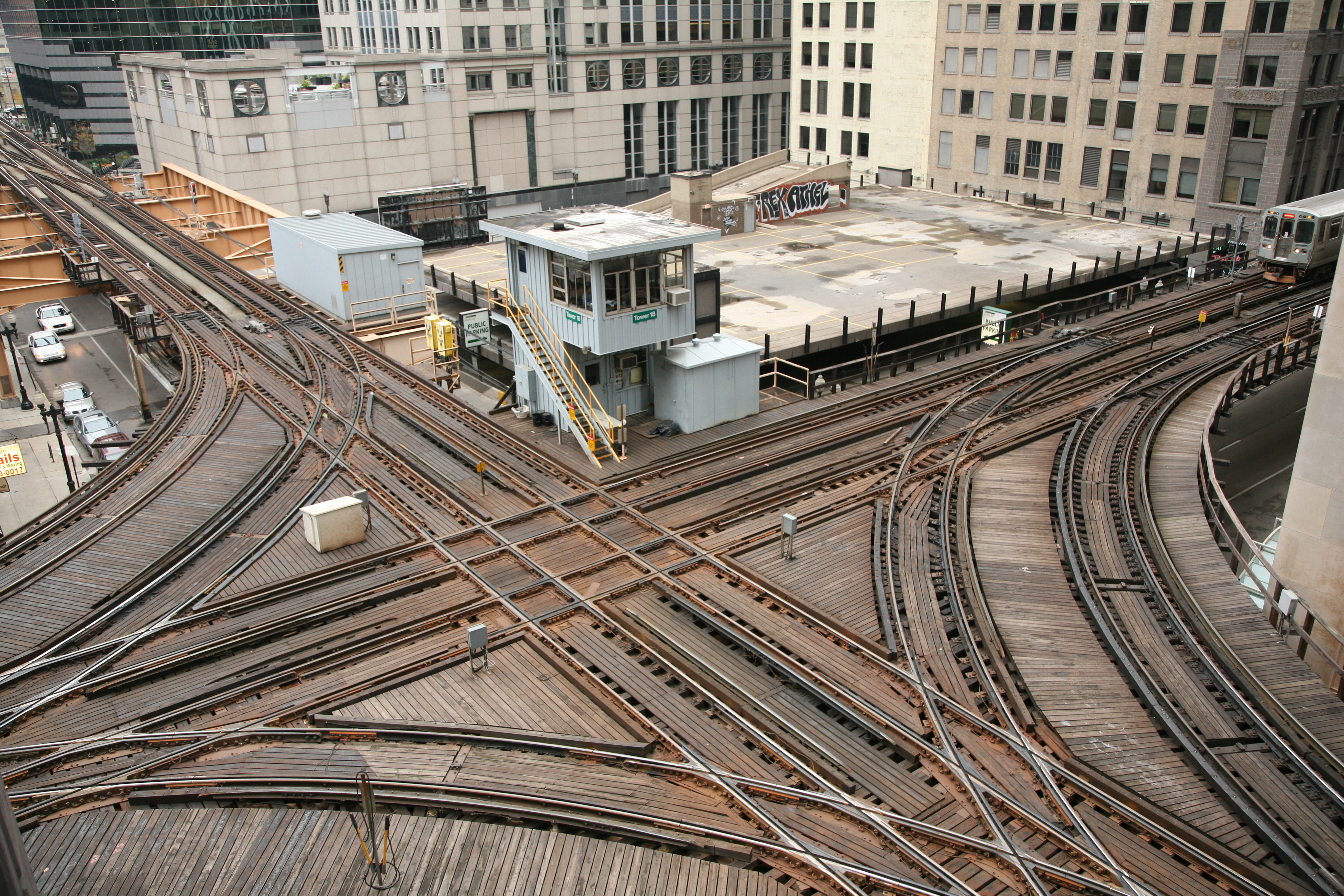
Gleiskreuzung am „Loop“ in Chicago

## Fazit

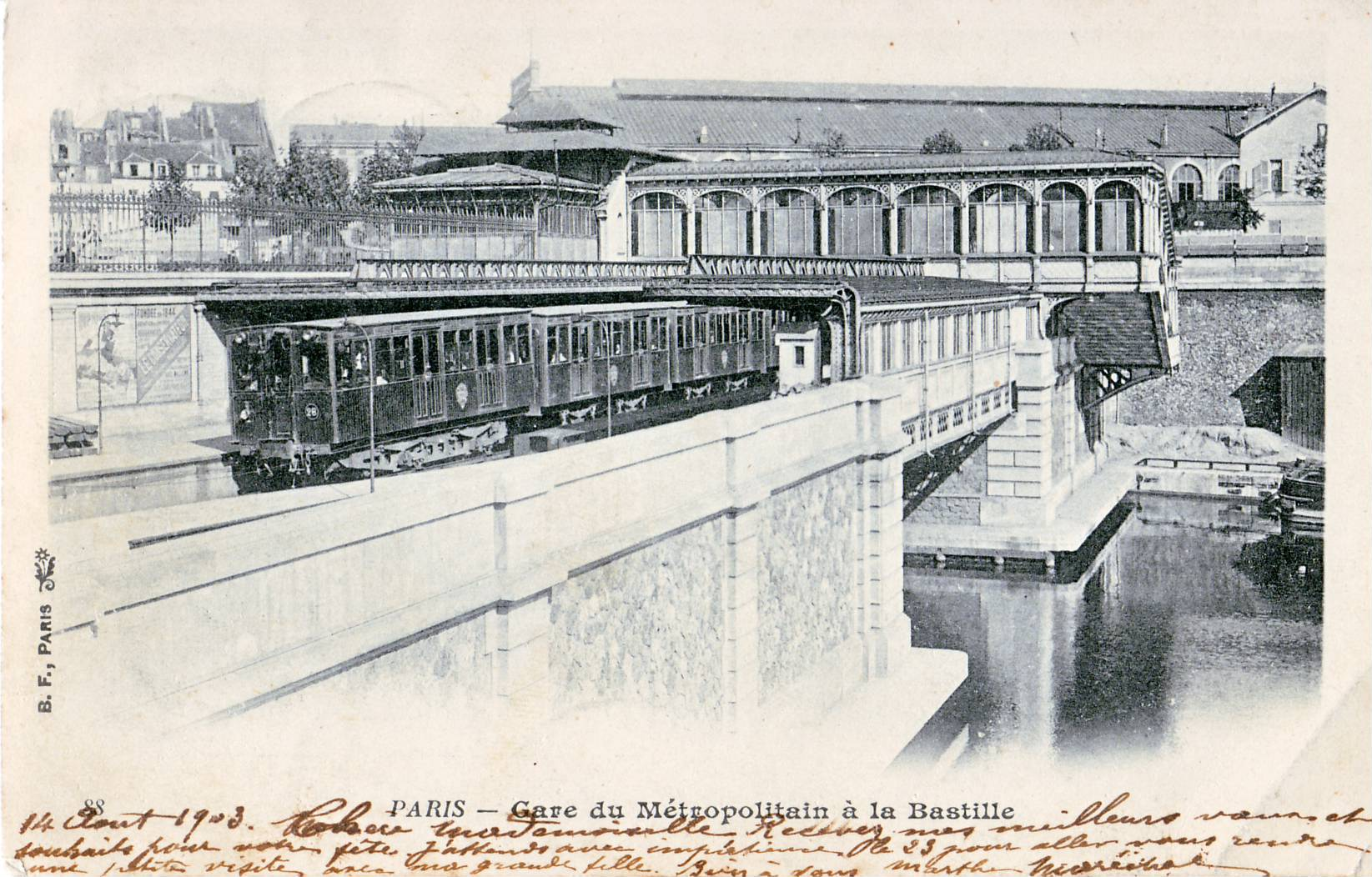
Zug aus zweiachsigen Triebwagen mit nur einem Führerstand und Beiwagen in der Station Bastille, 1903

Die Anlage von Endschleifen entsprang der ursprünglichen Absicht, Züge einzusetzen, die aus einem Triebwagen (in der Regel mit nur einem Führerstand) und angehängten Beiwagen gebildet wurden (→ Zweiachsige Fahrzeuge der Pariser Métro). Durch die Schleifenfahrt konnte das Umsetzen eines Triebwagens (mit zwangsläufig zwei Führerständen und damit weniger Fahrgastplätzen) an das andere Zugende vermieden werden. Triebwagen in Zweirichtungsausführung hatte man jedoch nur in geringer Zahl für die beiden kurzen von Étoile ausgehenden Stichstrecken gebaut. Bald führten jedoch längere Zuggarnituren auf der Linie 1 zur Notwendigkeit der Einstellung eines zweiten Triebwagens pro Zug. Dieser Triebwagen wurde zunächst am anderen Zugende, mit dem Führerstand in der anderen Richtung, eingereiht. Damit wäre es möglich gewesen, in den Endstationen ohne Umsetzen zu wenden. Praktiziert wurde dies auf der Linie 2 Nord, die an ihrem westlichen Streckenende zwar eine Endschleife aufwies, deren Züge bis zur Fertigstellung der Strecke bis Nation jedoch in den Zwischenbahnhöfen Anvers und Bagnolet stumpf wenden mussten. Nach dem Unfall in deren Station Couronnes wurden beide Triebwagen aus Sicherheitsgründen am Zuganfang hintereinander gekuppelt. Zu jener Zeit war die Endschleife Nation bereits in Betrieb, sodass dieser Umstand kein Hindernis mehr darstellte. Zwangsläufig behielt die CMP den Bau von Endschleifen auch bei den Linien 3 bis 6 bei, die sämtlich vor 1910 eröffnet wurden. Erstmals die Linien 7 (an deren südlichen Streckenende) und 8 (am nördlichen Ende) wurden ohne Wendeschleifen gebaut.
Letztgebaute Schleife war Invalides, nach 1923 wurden auch bei der Métro Paris keine Endschleifen mehr angelegt. Vorhandene Schleifen werden aber, soweit betrieblich sinnvoll, nach wie vor genutzt. Bemerkenswert ist, dass somit auf der Linie 2 die Züge nie die Fahrtrichtung ändern.